# One for the Road (2023)
One for the Road ist ein deutscher Spielfilm des Regisseurs Markus Goller aus dem Jahr 2023. Die Tragikomödie entstand nach einem Drehbuch von Autor Oliver Ziegenbalg.

## Inhalt
Der Bauleiter Mark Jung (Frederick Lau) kommt nach einer durchzechten Nacht in Berlin aus der Kneipe und möchte nur schnell sein Auto umparken. Dabei wird er alkoholisiert am Steuer von der Polizei kontrolliert und verliert daraufhin für mindestens drei Monate seinen Führerschein. Um ihn zurückzubekommen, muss Mark an einem Vorbereitungskurs für die Medizinisch-Psychologische Untersuchung (MPU) teilnehmen. Dieser wird vom Psychologen Dr. Volker Blau geleitet. Mark nimmt weder ihn noch den gesamten Kurs ernst und betont, keinerlei Probleme mit dem Trinken zu haben. Bei seinem Führerscheinentzug habe es sich nur um einen dummen Zufall gehandelt.
Abends in der Kneipe erklärt Mark seinen Freunden, dass, wenn er tatsächlich ein Problem hätte, alle Anwesenden und die gesamte Gesellschaft wohl auch ein Problem haben müssten, und dies sei absurd. Später kommt die Grundschullehrerin Helena (Nora Tschirner) dazu, die ebenfalls Kursteilnehmerin ist. Sie erzählt, sie habe ihren Führerschein verloren, als sie morgens unter Alkoholeinfluss an einer Ampel eingeschlafen sei. Mark und seine Freunde finden dies lustig, alle trinken gemeinsam Cocktails.
Bei einer Einweihungsfeier des Ferienhauses von Marks bestem Freund Nadim machen alle zum Spaß einen Internet-Test mit Fragen zu ihrem Trinkverhalten und stellen fest, dass sie allesamt zu viel Alkohol trinken. Darauf stoßen sie an und feiern exzessiv weiter. In den Morgenstunden entdecken Nadim und seine Freundin, wie Mark betrunken auf einem wertvollen Sessel sitzt und pinkelt. Er hatte ihn mit der Toilette verwechselt.
Nadim verdeutlicht Mark, dass er ein ernsthaftes Problem mit Alkohol hat, was der aber nicht wahrhaben will. Er schließt eine Wette mit Nadim ab, bis zur MPU abstinent zu bleiben. Eine Zeit lang gelingt Mark dies, er reagiert jedoch auf viele alltägliche Situationen zunehmend gereizt. Als er nach einem Streit mit Nadim in eine Gruppe betrunkener Touristen gerät, die ihn zum Mittrinken animieren, wird Mark schwach und unternimmt mit ihnen eine Sauftour durch das nächtliche Berlin.
An seinem Arbeitsplatz hat Mark immer öfter Probleme, weil er zu spät kommt, Termine vergisst und heruntergekommen aussieht. Gemeinsam mit Helena bricht er nachts auf seiner Baustelle ein und die beiden richten im Suff schwere Schäden an. Schließlich schlägt Helena vor, dass sie gemeinsam mit dem Trinken aufhören und sich gegenseitig dabei unterstützen. Dies funktioniert für eine gewisse Zeit. Als Helena jedoch Schwierigkeiten in ihrer Schule hat und Mark seine Arbeitsstelle verliert, kommt es erneut zu einem schweren Besäufnis, bei dem die Dinge außer Kontrolle geraten: Helena wird von einem Auto angefahren und verletzt, Mark bricht in einer Bar volltrunken zusammen. Als er wieder nüchtern ist, ruft er Helena im Krankenhaus an. Sie erklärt ihm, dass sie erst wieder Kontakt wolle, wenn beide stabil und trocken seien.
Mark vertraut sich schließlich dem Kursleiter Dr. Blau an, bekennt sich zu seinem Alkoholproblem und beginnt bei ihm eine ambulante Therapie. Gleichzeitig renoviert er mit vollem Einsatz das Ferienhaus seines Freundes Nadim. Auf diese Weise gelingt es Mark, drei Monate nüchtern zu bleiben, und er besteht die MPU.
Monate nach dem letzten Treffen besucht Mark Helena, die mittlerweile ebenfalls einige Zeit „trocken“ ist. Sie befindet sich wegen ihrer Verletzungen noch in einer Rehabilitations-Klinik und geht an Krücken. Mark fragt, ob sie sich mal wiedersehen wollen. Helena antwortet, sie brauche noch Zeit. Zum Abschied gibt sie Mark einen Kuss. Sie erinnert ihn daran, dass die erste Fahrt nach Wiedererlangen des Führerscheins viele zu einem besonderen Ort führe. Der Film endet damit, dass Mark zu seinen Eltern fährt, die er seit über zehn Jahren nicht mehr gesehen hat, und seine Mutter in die Arme schließt.

## Hintergrund
Die Dreharbeiten zu One for the Road fanden zwischen 27. April und 16. Juni 2021 vornehmlich in Berlin statt. Wie schon bei ihren vorherigen gemeinsamen Filmen Friendship! (2010) und 25 km/h (2018) steuerte Oliver Ziegenbalg das Drehbuch bei, während Markus Goller die Regie übernahm. Beide fungierten darüber hinaus auch als Produzenten. Weitere Produzenten waren Quirin Berg und Max Wiedemann von der Wiedemann & Berg Filmproduktion. Als Koproduzenten waren ferner Jan Gallasch und Tobias Herrmann von Pictures in a Frame und Dr. Stefan Gärtner von SevenPictures Film beteiligt. Der Deutsche Filmförderfonds förderte das Projekt mit rund 940.000 Euro. Weitere Produktionsförderung erhielt One for the Road durch die Filmförderungsanstalt (500.000 Euro), den FilmFernsehFonds Bayern (350.000 Euro) und das Medienboard Berlin-Brandenburg (1,0 Millionen Euro). Filmförderungsanstalt, FilmFernsehFonds Bayern und Medienboard Berlin-Brandenburg beteiligten sich ferner auch an der Verleihförderung sowie Medialeistungen.

## Rezeption
Christine Deggau von rbbKultur urteilte, dass One for the Road in „vielerlei Hinsicht bemerkenswert“ sei. Lob fand sie unter anderem für Laus Spiel, das sie als „Ereignis“ bezeichnete. Ferner halte die Produktion überzeugend „die Balance zwischen Ernsthaftigkeit und Leichtigkeit. Wenn Mark den Lieblingssessel einer Freundin mit der Toilette verwechselt, ist das im ersten Moment vielleicht lustig – vor allem aber ist es demütigend und beschämend. Solche Situationen werden nicht ausgespart, aber auch nicht überstrapaziert [...] War das gefeierte dänische Drama Der Rausch eine eher akademische und spannende Annäherung an das große Thema Alkoholismus, ist One for the Road mit diesen nahbaren liebenswerten Figuren eine genau beobachtete Dramödie voller Authentizität, so bitter wie amüsant, zum Lachen und zum Weinen“.

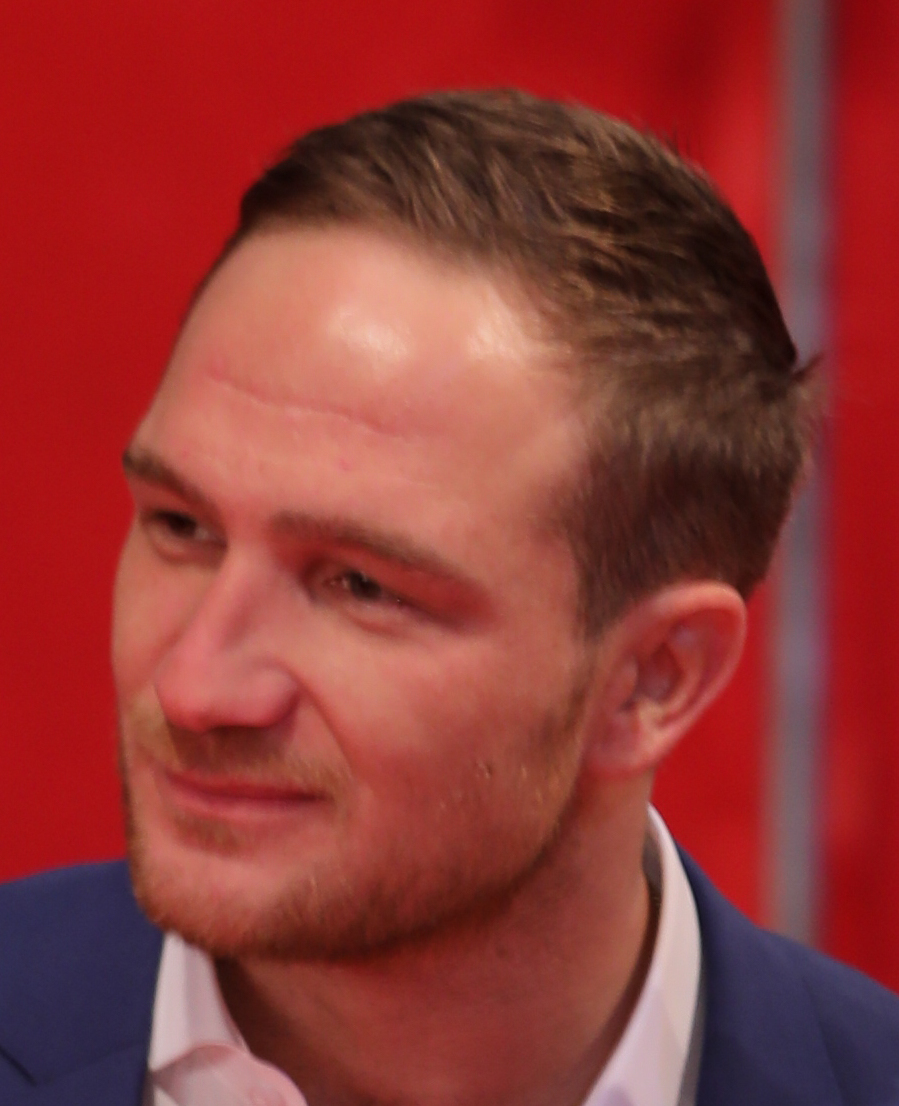
Kritiker bewerteten Frederick Laus Spiel vorwiegend positiv.

NDR-Kultur-Redakteurin Anna Wollner resümierte, dass der Film vor allem von „Tschirner mit ihrer gewohnten trockenen Schnoddrigkeit“ und „Lau mit seinem sympathischen Charme“ getragen werde. One for the Road schaffe „die sensible Gratwanderung zwischen dem nötigen Ernst und der nötigen Leichtigkeit für eine Dramödie über Alkoholsucht. Selbst wenn einige Nebenfiguren wie Karikaturen wirken, sind sie nie überzeichnet, sondern menschlich. Goller und Ziegenbalg verweigern einfache Antworten, verurteilen nicht, sondern beobachten. Sie zeigen die Schattenseiten der Sucht und die Akzeptanz vom Trinken in der Gesellschaft. Ein Film, genauso bitter wie unterhaltsam – mit zwei groß aufspielenden Hauptdarstellern.“
Christoph Petersen von Filmstarts.de bezeichnete den Film als „späte deutsche Antwort auf Billy Wilders Das verlorene Wochenende“ aus dem Jahr 1945. Es sei „einfach eine Freude, mit Frederick Lau Zeit zu verbringen – da kann man seine mittrinkenden, lange nicht intervenierenden Freunde gut verstehen. Aber gerade deshalb tut es dann auch so weh, wenn Mark schließlich doch den Halt verliert – und dann auch das feste Daumendrücken lange nicht hilft, weil One for the Road erfreulicherweise auf allzu einfache Antworten auf das Alkoholproblem seines Protagonisten verzichtet“.
Andreas Busche vom Tagesspiegel befand, dass One for the Road „für einen deutschen Film“ großen Wert „auf biografisch-szenischen Details“ lege, auch „wenn die Dramaturgie im Gegenzug etwas grob geschnitzt daherkommt“ und „zu einem gewissen Grad rührend-kitschig“ sei. „Lau (aus dessen eloquenten Stirnfalten eine permanente Überforderung von der Realität spricht) und Tschirner (stimmungstechnisch wie immer verlässlich zwischen ostentativ depressivem Gothgirl und lakonischer Kodderschnauze)“ verfügten seiner Meinung nach zwar „über keinerlei Chemie [...] doch ihre atmosphärische Gegensätzlichkeit entbehrt nicht einer reizvollen Renitenz.“ Vor allem aber müsse man One for the Road zugestehen, dass „Goller sich nicht damit begnügt, übermäßigen Alkoholkonsum auf psychologische Erklärungen herunterzubrechen, sondern ihn als Gesellschaftskrankheit begreift“.
Die Redaktion der Frankfurter Rundschau urteilte, dass One for the Road zwar „erst einmal fröhlich-poppig“ daherkäme, die Stärken des Filmes sich jedoch „in den ernsten Zwischentönen“ entfalteten. Dennoch versuche „der Film, eine gewisse Leichtigkeit bis ans Ende mitzunehmen. Ähnlich wie in Thomas Vinterbergs Der Rausch mit Mads Mikkelsen, in dem es umgekehrt um den Versuch geht, einen bestimmten Alkohol-Pegel zu halten, gibt es einige tragisch-komische Szenen. So können die Protagonisten zwar durchaus über ihre eigenen Abstürze lachen. Dennoch haftet dem Ganzen eine gewisse Traurigkeit an, die auch nicht verschwindet, wenn der Abspann läuft“.

## Erfolg
One for the Road feierte am 26. Juni 2023 auf dem Münchner Filmfest Uraufführung. Die Freigabe der Produktion zur öffentlichen Vorführung erfolgte am 26. Oktober. Die Produktion konnte nach Ende des ersten Vorführwochenendes 68.000 Besucher inklusive Previews verzeichnen und sich damit auf Rang acht der deutschen Kinocharts platzieren. Das Einspielergebnis betrug 627.000 Euro. Mit rund 250.000 Zuschauern bis Jahresende gelang es dem Film, sich auf Rang 24 der besucherstärksten deutschen Produktionen des Jahres zu platzieren.